# 蒙特拉 (佛羅里達州)
蒙特拉（英語：Montura）是位於美國佛羅里達州亨德里縣的一個人口普查指定地區。

## 地理
蒙特拉的座標為26°38′34″N 81°05′38″W / 26.64278°N 81.09389°W，而該地最高點為海拔高度8米（即26英尺）。

## 人口
根據2010年美國人口普查的數據，蒙特拉的面積為57.86平方千米，當中陸地面積為57.86平方千米，而水域面積為0.00平方千米。當地共有人口3283人，而人口密度為每平方千米56人。